# Kościół św. Jana Chrzciciela w Goszczanówku
Kościół pw. św. Jana Chrzciciela w Goszczanówku – katolicki kościół filialny znajdujący się w Goszczanówku (gmina Drezdenko, numer 18). Stoi pośród rozproszonej zabudowy wsi, w sąsiedztwie starej szkoły.

## Historia
Jednonawowy kościół powstał w 1912, jako świątynia ewangelicka. Obiekt ceglany z niewielką, drewnianą wieżą, wtopioną w bryłę. Otynkowany na biało.

## Otoczenie
Przy kościele, od strony drogi, stoi się kamienny obelisk z wieńcem laurowym, poświęcony mieszkańcom wsi poległym w I wojnie światowej, pozbawiony obecnie jakichkolwiek tablic inskrypcyjnych.

## Galeria

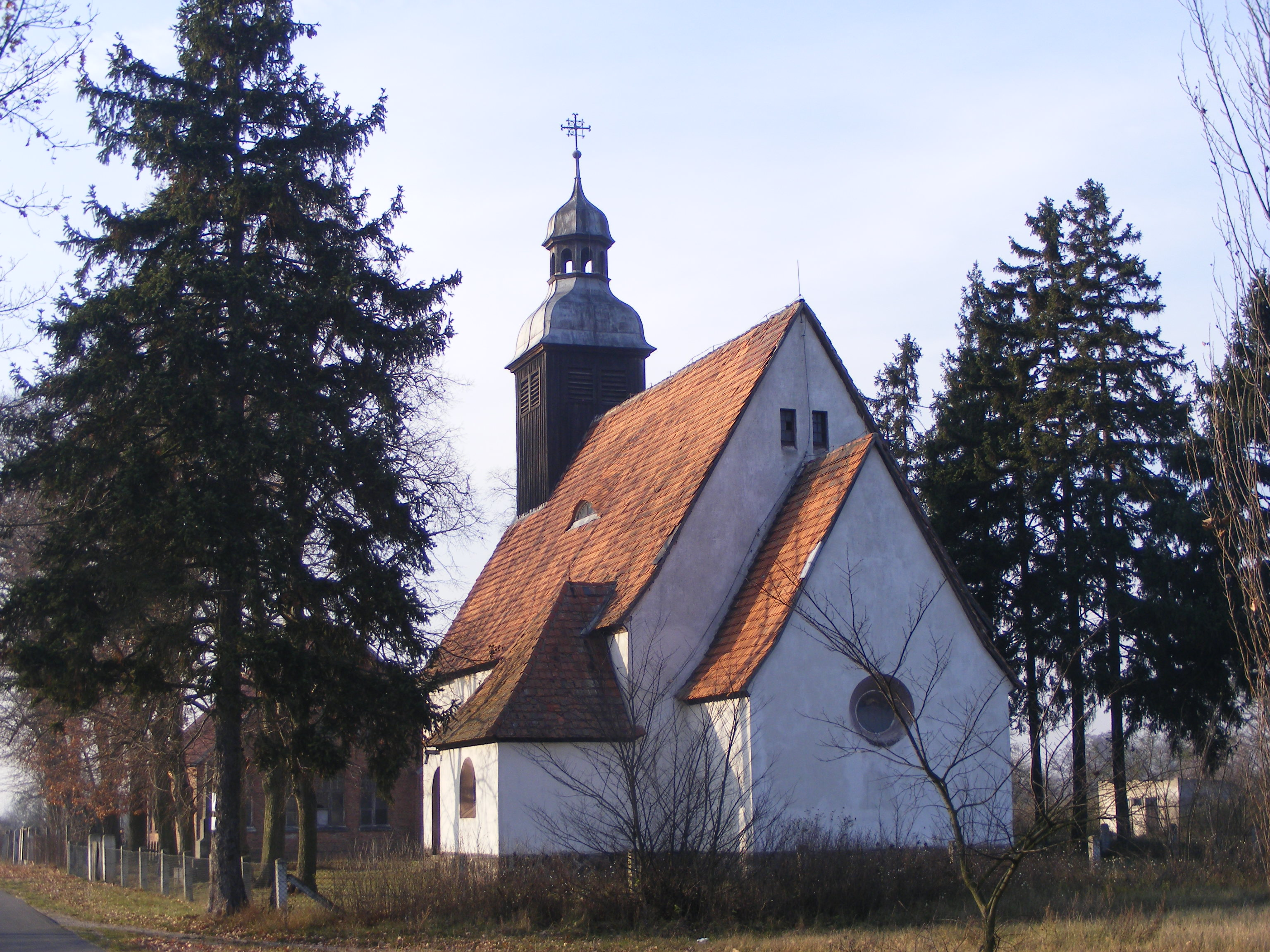
Prezbiterium
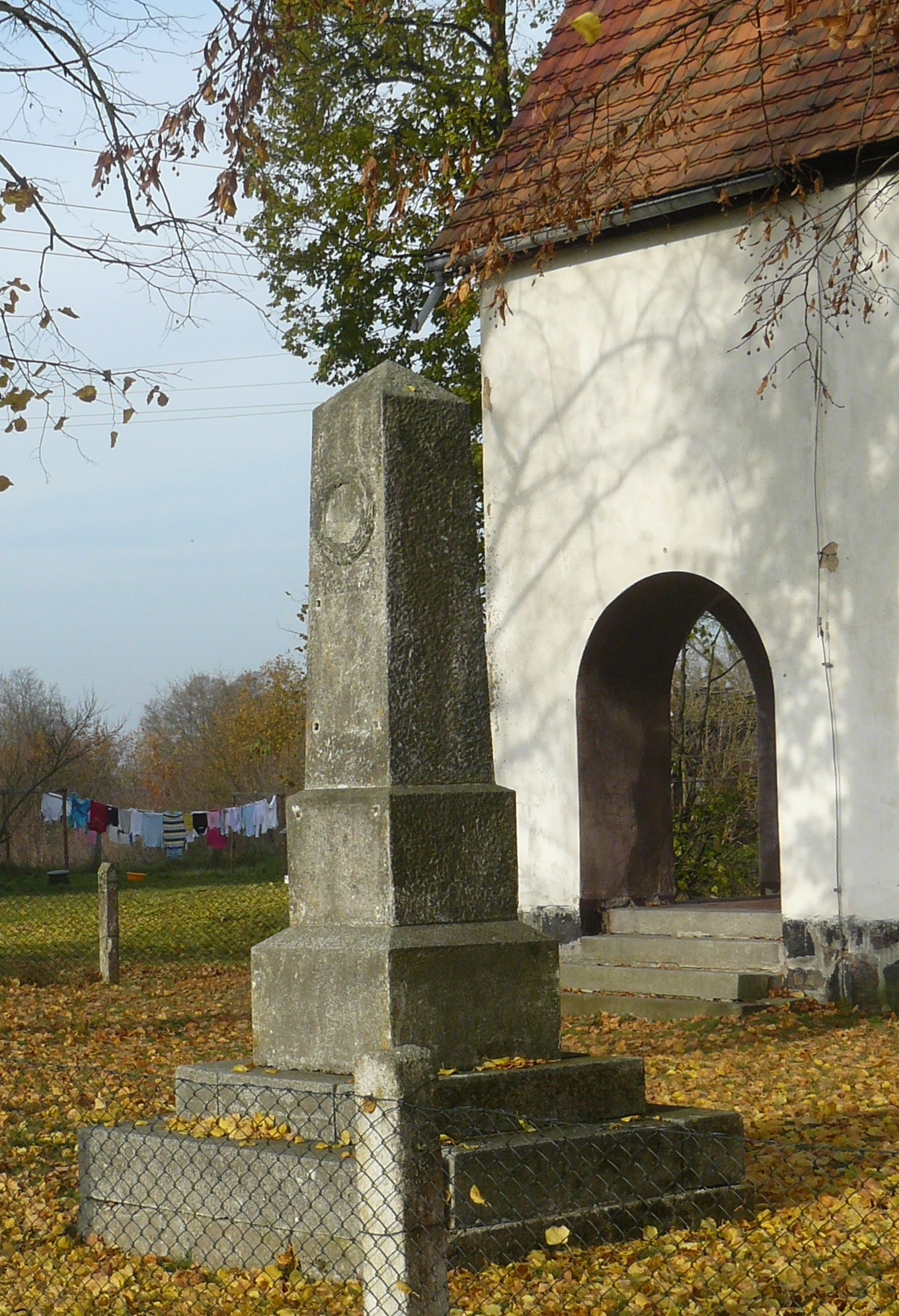
Pomnik
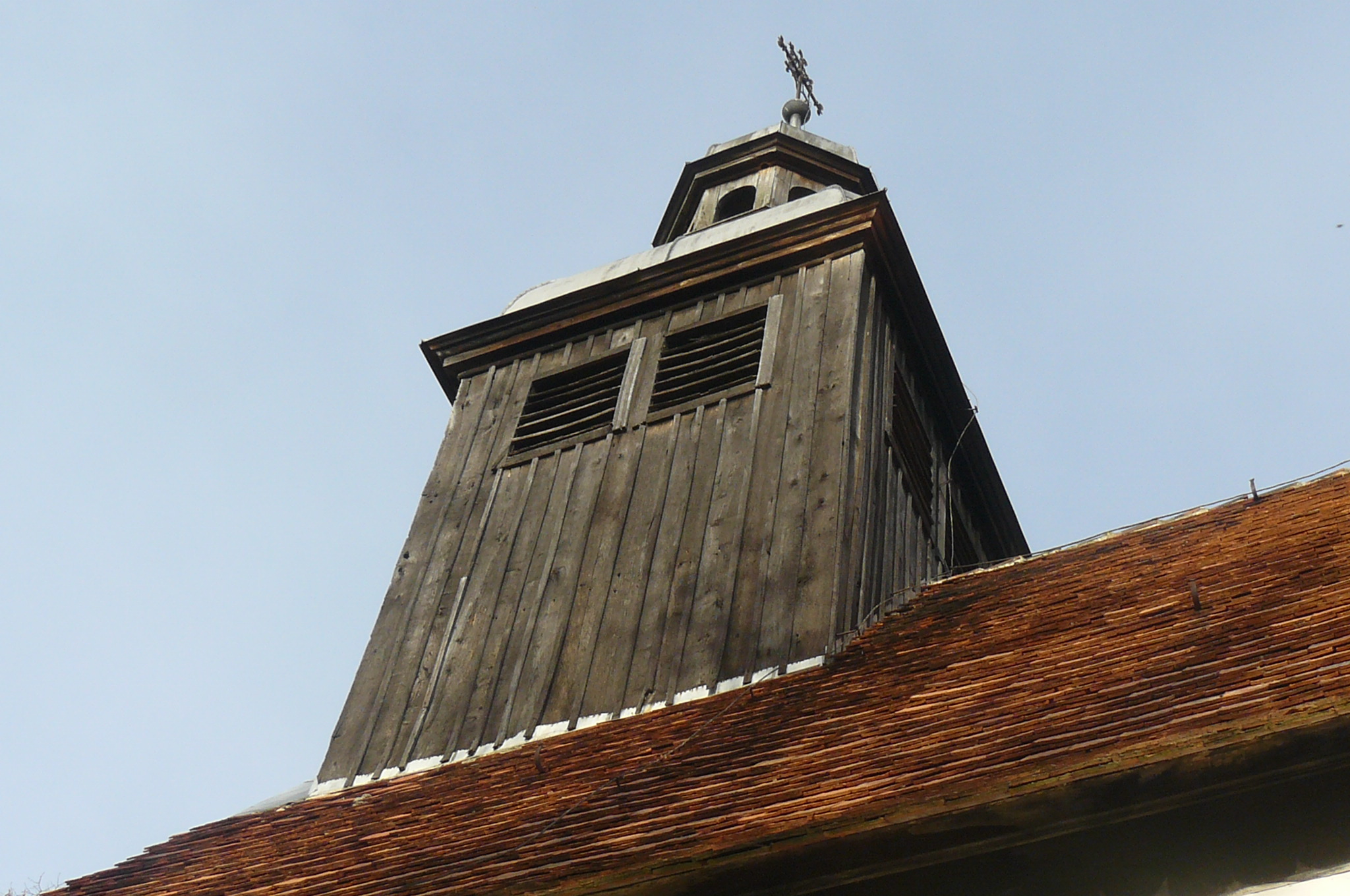
Wieża